# 隕石とインポテンツ
『隕石とインポテンツ』（いんせきとインポテンツ、METEORITE+IMPOTENCE）は、2013年8月24日公開の日本映画。

## 概要
地球に接近した超巨大隕石の脅威の下、夜の営みに悩む夫婦を描く短編映画。

第66回カンヌ国際映画祭短編コンペティション部門ノミネート作。

世界の国際映画祭や国際見本市に向けて日本発「世界志向の短編映画」プロデュースするプロジェクト「JAPAN SHORTS」の1本。

## ストーリー
2013年、地球に接近した超巨大隕石。

上空にあるけれど一向に落ちてこない、不可解な滞空を続けていた。

何年も妻を抱くことを出来ないでいる男…

自信を失った我々は、再び立ち上がることができるのだろうか。

## キャスト
- 筑波竜一[1][2]
- 野本かりあ[1][2]
- 中村邦晃[1][2]
- 遠藤耕介

## スタッフ
- 監督・脚本・編集 - 佐々木想[3][4]
- プロデューサー - 鈴木徳至[3][4]
- 撮影 - 岩永洋[3][4]
- 音楽 - Open Reel Ensemble[3][4]